# Oskar von Truppel

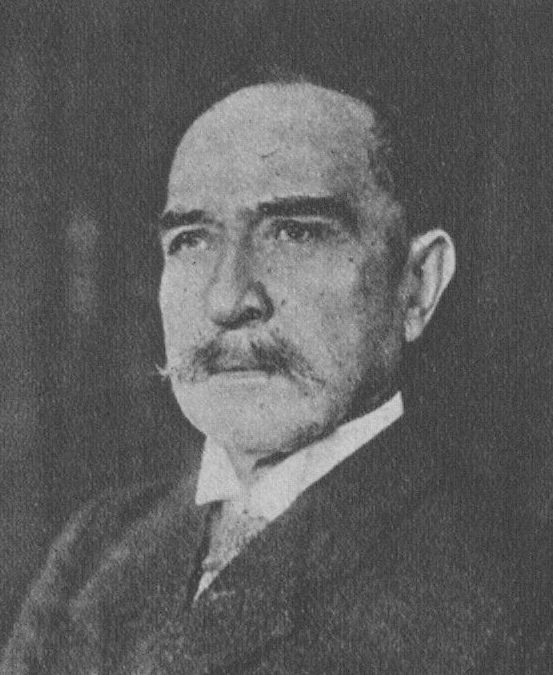
Oskar von Truppel, um 1924

Oskar Truppel, seit 1911 von Truppel (* 17. Mai 1854 in Katzhütte; † 20. August 1931 in Berlin-Frohnau) war ein deutscher Marineoffizier, zuletzt Admiral sowie von 1901 bis 1911 Gouverneur von Kiautschou. 

## Leben
Truppel war Sohn des Pastors Johann Christian Truppel und Bertha Schwartz. Bereits im Alter von sechs Jahren wurde er Vollwaise. Er besuchte zunächst das Gymnasium in Rudolstadt, bevor er am 31. Mai 1871 als Kadett in die Kaiserliche Marine eintrat, wo er bis 1886 verschiedenste Aufgaben und Positionen, sowohl an Land als auch zu Wasser, innehatte. Er hatte fast alle Gewässer befahren, war sowohl Torpedodivisionschef als auch Artillerieinstrukteur gewesen und hatte außerdem an der Marineakademie gelehrt. 1891 heiratete er in Bremen Anna Müller-Sauvalle, mit der er zwei Söhne und eine Tochter hatte. Von 1894 bis 1897 war Truppel Dezernent beim Oberkommando der Marine.
Seine Laufbahn in der deutschen Kolonie Kiautschou in China begann im Dezember 1897, als Truppel das Kommando der Prinzeß Wilhelm übertragen wurde, die zu dem Zeitpunkt vor Tsingtau operierte. An Bord der Darmstadt und in Begleitung des III. Seebataillons landete Truppel dort schließlich Ende Januar 1898 und war vom 11. Februar bis zum 15. April interimistischer befehlshabender Offizier von Kiautschou. Zu diesem Zeitpunkt war er Korvettenkapitän mit Oberstleutnantsrang. Nach dem Eintreffen des ersten Gouverneurs Carl Rosendahl in Tsingtau kommandierte Truppel die Prinzeß Wilhelm bis 1899 in ostasiatischen Gewässern. Im Juli 1899 übernahm er dann ein Dezernat im Reichsmarineamt in Berlin, aber schon am 20. Februar 1901 wurde er zum dritten Gouverneur von Kiautschou bestimmt. Truppel übernahm das Amt am 8. Juni 1901 im Rang eines Kapitäns zur See. Dies wurde zwar allgemein als gute Entscheidung gesehen, hatte aber auch mit Glück zu tun. Der ehemalige Gouverneur Paul Jaeschke war im Januar 1901 an Typhus gestorben und Max Rollmann nur dessen provisorischer Nachfolger. Unter Truppel wuchs Kiautschou zur „Musterkolonie“ heran. Sein Chef des Stabes war von 1902 bis Sommer 1906 der spätere Vizeadmiral Felix Funke, danach Korvettenkapitän, später Fregattenkapitän Ehler Behring. Truppel förderte die Industrie und den Bau neuer Gebäude (u. a. des Gouvernementgebäudes und der Polizeistation). Außerdem musste in kurzer Zeit neuer Wohnraum für die von der blühenden Stadt Tsingtau angezogenen Chinesen geschaffen werden. Truppel wurde 1905 zum Konteradmiral befördert und wohnte in seiner im selben Jahr fertiggestellten Residenz, die heute ein Anziehungspunkt für Touristen ist. 1907 erfolgte seine Beförderung zum Vizeadmiral.

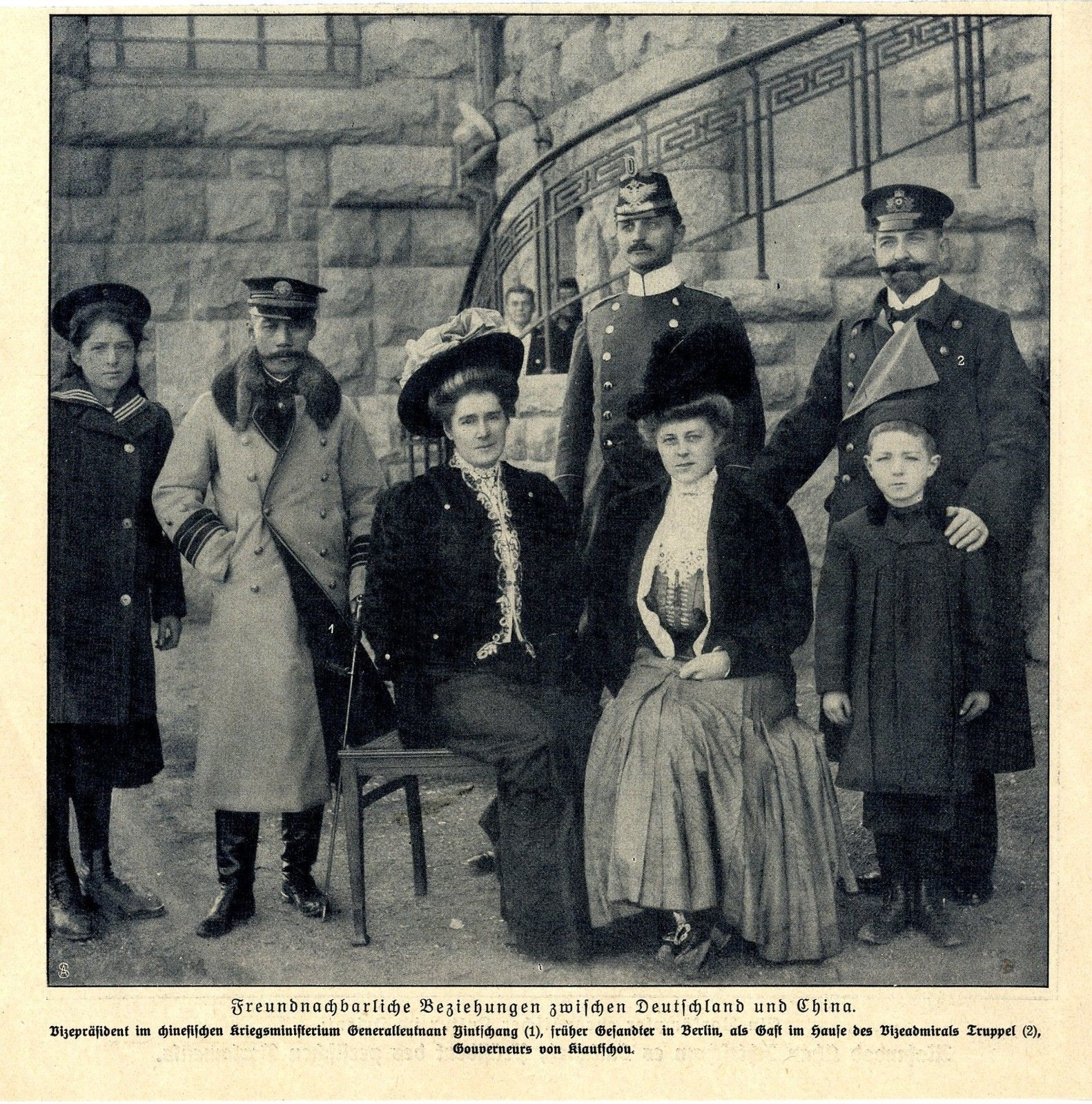
Truppel in Kiautschou

Truppels Verwaltungschef im Reichsmarineamt Großadmiral Alfred von Tirpitz schrieb 1907 über Truppels Charakter und dessen Amtsführung in China folgendes:

„Wirkt fördernd auf die Entwicklung des Schutzgebietes. Energisch in allen Untersuchungen politischer und wirtschaftlicher Art, vergisst er dabei mitunter die erforderliche Rücksicht auf die Finanzlage und Finanzvorschriften des Reiches (...). Vizeadmiral Truppel ist nicht frei von Eitelkeit.“

1911 trat Truppel überraschend und auf seinen eigenen Wunsch hin von seinem Posten zurück, und nur wenige Monate nach seiner Ernennung zum Admiral schifften seine Familie und er sich am 14. Mai 1911 auf der Gneisenau ein. Nach seiner Rückkehr nach Deutschland wurde Truppel am 19. August 1911 durch Wilhelm II. in den erblichen Adelsstand erhoben und gleichzeitig zur Disposition gestellt.
Zunächst unterrichtete er wieder an der Marineakademie, zog jedoch wenig später mit seiner Familie nach Berlin und verstarb dort 1931.